# Edvard Rusjan
Edvard Rusjan (6. června 1886 Terst – 9. ledna 1911 u Bělehradu) byl rakousko-uherský průkopník letectví italsko-slovinského původu a konstruktér letadel. Zahynul při letecké nehodě u Bělehradu.

## Život
Edvard Rusjan se narodil v Terstu, tehdy hlavním přístavu Rakousko-Uherska (dnes v Itálii). Oba jeho rodiče pocházeli z regionu Gorice a Gradiška: jeho otec bednář Franc Rusjan byl Slovinec, matka Grazia Cabas, pocházela z Furlanska. Rusjan své dětství a mládí strávil v Gorici, na předměstí Pristava.
Vyučil se bednářem a v mládí se stal profesionálním cyklistou, společně s bratrem Josipem (* 1884) navrhl vlastní jízdní kola. Byl také členem Sokola.

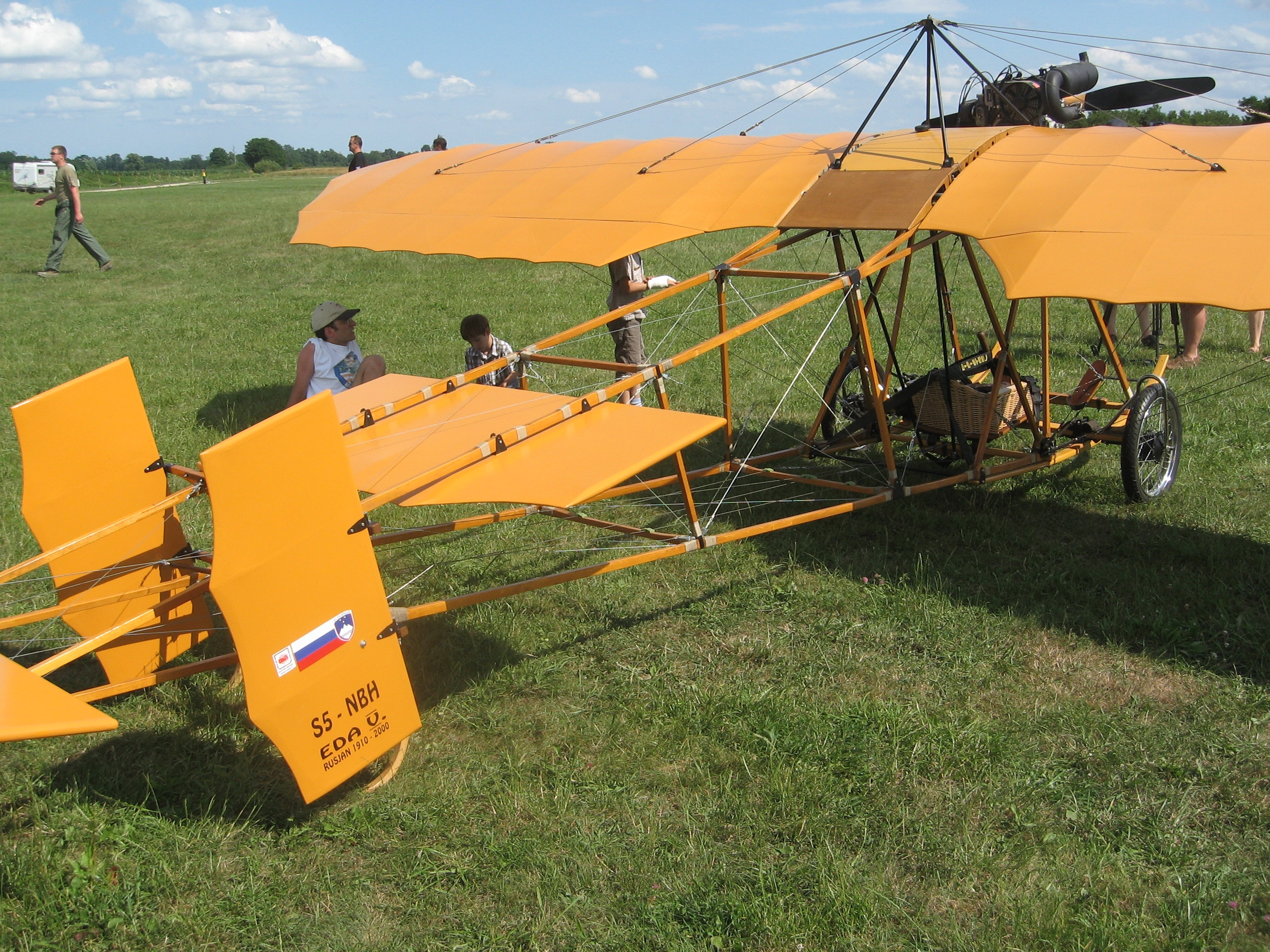
Replika stroje EDA V

Od roku 1900 až 1908 se Rusjan zabýval stavbou modelů letadel. V následujícím roce postavil první skutečné letadlo. Od italského výrobce motorů, firmy Anzani, s jejímž majitelem Alessandrem Anzanim se Rusjan setkal na leteckém týdnu v italské Brescii, získal motor o výkonu 22-25 koní. Na oplátku s ním spolupracoval na vývoji letadel. Motor byl použit ve všech letadlech, která pod názvem EDA I-VII Edvard postavil se svým bratrem Josipem. Eda byla Edvardova přezdívka, kterou mu dala jeho matka. Stroj EDA I byl dvouplošník, s nímž Rusjan vzlétl poprvé 25. listopadu 1909 v okolí města Gorizia. Šlo o první motorový let s letadlem vlastní konstrukce v Rakousko-Uhersku. Let měl délku asi 60 metrů a stroj dosáhl dvoumetrové výšky. 29. listopadu 1909 uletěl 600 metrů ve výšce 12 m. Následovala různá vylepšení původního designu a přestěhování do hangáru poblíž Mirenu jižně od Gorici.
Rusjan let s modelem EDA V poprvé veřejně předvedl 6. prosince 1909, ale jeho stroj se rozpadl při přistání. V červnu 1910 už s modelem EDA V letěl 40 metrů nad zemí a přeletěl celé pole v Mirenu, které později sloužilo jako civilní a vojenské letiště. Letoun EDA VI byl jednoplošník podle vzoru Blériotova stroje. Rusjan s piloty Heimem a Sablatnigem s ním létal v Gorici v červnu 1910.
Motor Anzani se ale ukázal jako slabý a tak bratři se svým novým partnerem, chorvatským fotografem a podnikatelem Mihajlo Merćepem ze Záhřebu, koupili v Paříži silnější model Gnôme o výkonu 50 koní. Se strojem Merćep-R, jehož vzorem byl částečně stroj Taube („holubice“) rakouského konstruktéra Igo Etricha, letěl v listopadu a prosinci 1910 asi dvacetkrát nad Záhřebem. Ke startu stroje potřeboval Rusjan pouze 28 metrů, což byla v té době nejkratší vzletová dráha na světě. Bratři tak v Záhřebu plánovali výrobu ve větším měřítku. V listopadu také postavili nový model.
V lednu 1911 uspořádali Edvard a Josip Rusjanovi propagační turné po balkánských městech. Během letu v srbském Bělehradě 9. ledna 1911 zlomil silný vítr křídlo letadla a to narazilo do železničního náspu nedaleko bělehradské pevnosti. Jeho pohřbu se účastnilo asi 14 000 lidí. Edvard Rusjan je pohřben na bělehradském Novém hřbitově, oddíl 15, hrob číslo 343.
Edvardův bratr Josip poté pokračoval ve spolupráci s Merćepem. Postavili společně ještě další stroje. Pokoušel se získat práci i u Louise Blériota, ale neúspěšně. Poté odešel do Argentiny.

## Konstruovaná letadla
- Papirnata vragolija – model z kartonu a bambusových tyčí, 1908, nikdy neletěl
- Eda I – 1909
- Eda II – 1909
- Eda III – 1910
- Eda IV – 1910
- Eda V – 1910
- Eda VI – 1910
- Eda VI – 1910
- Sokol – 1910

## Ocenění
- Jméno Edvarda Rusjana nese od 14. června 2008 mezinárodní letiště v Mariboru.
- Jeho jménem je pojmenován asteroid hlavního pásu 19633 Rusjan, objevený 13. září 1999 na Observatoři Črni Vrh.
- Na jeho počest bylo pojmenováno komerční a obchodní centrum Eda Center v Nové Gorici.[7]
- V roce 2009 vydala Slovinská centrální banka na počest Edvarda Rusjana při příležitosti „100. výročí prvního motorového letu nad Slovinskem“ emisi pamětních mincí v hodnotě 3, 30 a 300 Eur[8]
- K 50. výročí prvního letu vydala jugoslávská pošta poštovní známku.